# Portobelo

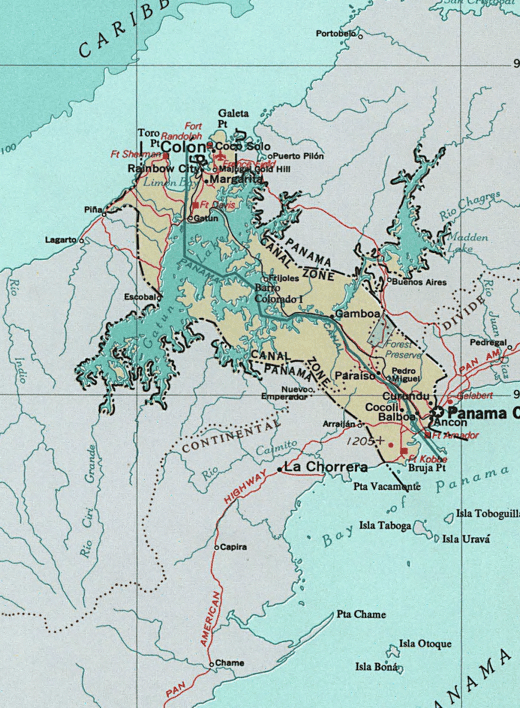
Mappa del Canale di Panama. Portobelo si trova in alto a destra

Portobelo (precedentemente Puerto Bello, Porto Belo e Porto Bello, talvolta riportata come Portobello) è una città portuale della Provincia di Colón, a Panama. È situata nella parte settentrionale dell'Istmo.

## Storia
La baia di Portobelo fu scoperta da Cristoforo Colombo nel 1502, durante il suo quarto viaggio. La città fu fondata nel 1597 e chiamata San Felipe de Portobelo in onore di Filippo II, re di Spagna.
Dal XVI al XVIII secolo è stata un importante porto per l'esportazione dell'argento della Nuova Granada, che comprendeva molto dell'attuale territorio della Colombia, nelle rotte spagnole nel Mar dei Caraibi.
Nel 1668, il capitano Henry Morgan guidò una flotta pirata e 450 uomini contro la città, che conquistò, a dispetto delle buone fortificazioni, e saccheggiò per quattordici giorni, spogliandola di ogni ricchezza. Questa impresa audace si rivelò estremamente brutale, perché furono perpetrati stupri, torture ed omicidi su larga scala.
il 21 novembre 1739, il porto fu nuovamente attaccato e conquistato da una flotta inglese, comandata dall'ammiraglio Edward Vernon durante la guerra anglo-spagnola fra il 1739 ed il 1742. La battaglia dimostrò la vulnerabilità delle tattiche commerciali spagnole, che furono da allora riviste: alle grandi flotte di navi che facevano scalo in pochi porti principali furono sostituiti piccoli gruppi con scalo in una ampia varietà di porti. Furono inoltre affrontate rotte che fino ad allora gli spagnoli avevano evitato, soprattutto la circumnavigazione di Capo Horn per raggiungere la costa occidentale del continente americano. In conseguenza di ciò, l'economia di Portobelo fu severamente danneggiata e non si riprese fino alla costruzione del Canale di Panama.
Portobelo nel ventunesimo secolo è una città dormitorio con una popolazione di poco inferiore alle 5.000 persone. Nel 1980 le rovine delle fortificazioni e il vicino Forte San Lorenzo furono dichiarate Patrimonio dell'umanità.

## Curiosità
- Quando Francis Drake morì di dissenteria nel 1596 in mare, fu sepolto in una bara di piombo, vicino alla baia di Portobelo.